# Жмурово (Рязанская область)
Жмурово — село в Михайловском районе Рязанской области России, административный центр Жмуровского сельского поселения.
Глава сельского поселения — Маринина Наталья Вячеславовна

## История
Усадьба села Жмурово (бывший Михайловский уезд) основана в середине XVIII века полковником Д.Л. Измайловым (1737-1779), женатым на  графине Е.И. Гендриковой (г/р 1745). Далее селом владел их сын губернский предводитель дворянства генерал-лейтенант Л.Д. Измайлов (1764-1834), затем его племянник действительный статский советник граф П.Д. Толстой (1797-1875), женатый на баронессе С.Г. Аретин (1807-1893).
Сохранились остатки усадебного парка и обсадка сада. В селе находится заброшенная приходская церковь Дмитрия Солунского 1870-1880 годов постройки.

## Население
| 1859 | 1897 | 1906 | 2010 |
| ---- | ---- | ---- | ---- |
| 451  | ↗629 | ↗792 | ↘147 |

## Достопримечательности
- Жмуровский дом культуры
- здание сельского совета
- церковь
- стадион, вместимостью до 50 человек (стоячие места)